# Mohammed Bassim
Mohammed Bassim Rashid (arab. محمد باسم; ur. 3 lipca 1995) – palestyński piłkarz grający na pozycji defensywnego pomocnika. Od 2018 jest zawodnikiem klubu Shabab Al-Bireh.

## Kariera piłkarska
Swoją karierę piłkarską Bassim rozpoczął w klubie Hilal Al-Quds Club, w którym zadebiutował w palestyńskiej pierwszej lidze. W 2018 przeszedł do Shabab Al-Bireh.

## Kariera reprezentacyjna
W reprezentacji Palestyny Bassim zadebiutował 6 września 2018 w zremisowanym 1:1 towarzyskim meczu z Kirgistanem. W 2019 roku został powołany do kadry na 2019 na Puchar Azji 2019.